# 蔣廷黻
蔣 廷黻（しょう ていふつ）は、中華民国（台湾）の歴史学者・外交官・政治家。1930年代以降の国民政府において様々な外交活動に従事した人物で、国際連合首席代表を務めたことで知られる。また、中国近代史・外交史の大家でもある。字は綬章。筆名は清泉。

## 事跡

### アメリカ留学
商人の家庭に生まれる。1906年（光緒32年）秋に湖南省の益智学堂に入学し、英語と西洋史を学んだ。辛亥革命が勃発した頃に上海でキリスト教の洗礼を受けている。1912年1月、教会の紹介を受けてアメリカに留学し、最初はミズーリ州で学び、1914年秋にオハイオ州のオベリン大学歴史学部に入学した。同学部を卒業して文学士の学位を取得している。
1918年、蔣廷黻はフランスに赴き、勤工倹学に参加する。翌年夏、アメリカに戻り、コロンビア大学で政治学・歴史学を学ぶ。1923年春、同大学で哲学博士号を取得した。まもなく帰国し、南開大学に招聘されて歴史系（歴史学部）教授となった。これ以降、中国近代外交史の研究を開始する。1928年（民国17年）5月に済南事件が発生した際には、南開大学の学生による日本商品ボイコットのための天津反日会が結成され、蔣もこれに参加した。

### 国内大学での活動
まもなく天津反日会は中国国民党の取締で解散させられ、蔣廷黻は東北三省に赴いて対日外交問題の実地調査に赴いた。同年秋、カールトン・ヘイズの著書The Historical Evolution of Modern Nationalism（中国語題名「族國主義論叢」）を学生と協力して翻訳した。蔣は「族国主義」（ナショナリズム）を主張して、社会主義・共産主義・平和主義への反対姿勢を示している。またその一方で、東北三省での実地調査を基に、国民政府に向けてソビエト連邦への対応準備を進言した。
1929年（民国18年）5月、蔣廷黻は清華大学に招聘され、歴史系主任に就任する。この頃、蔣廷黻は清末の政治・外交関連史料の整理・収集に取り組み、北京大学でも講座を持っている。清華大学に在る間に、胡適との親交を深め、1932年（民国21年）春に胡適が北平で雑誌『独立評論』を創刊すると、蔣廷黻も編輯としてこれに参加した。その論調は、蔣介石の「攘外安内」政策を擁護するものであり、翌1933年（民国22年）夏には蔣介石と対面し、中国共産党（紅軍）討伐を優先すべきと進言している。またこの時期に、『近代中国外交史史料輯要』、『中国近代史』などの著書も刊行した。

### 外交官としての活動開始
1934年8月、外交史料収集を目的に、蔣廷黻はソ連・欧州の視察に赴く。この際には蔣介石の依頼もあり、中ソ同盟の成立可能性についても調査するため、モスクワに3か月滞在してソ連の外交部門と交渉を行った。帰国後の1935年（民国24年）冬、翁文灝の推薦を受けて国民政府行政院政務処処長に任ぜられている。1936年（民国25年）10月、孔祥熙の推薦により駐ソ大使に任ぜられた。ところがまもなく発生した西安事件に際して、蔣廷黻は孔からの秘密裏の指示も原因ながら、ソ連を西安事件の首謀者とみなして抗議・糾弾する姿勢をとってしまう。これは逆にソ連からの抗議に遭い、しかも事件の実態が全く異なることが判明したため、蔣廷黻は外交部長張群から軽率な行動につき叱責を被ってしまった。
1938年（民国27年）1月、蔣廷黻はソ連大使の任を終えて帰国、同年5月に政務処長に復帰した。1941年（民国30年）7月、行政院秘書長代理に就任し、さらに国民党中央政治学校特約講師も兼任している。1943年（民国32年）11月、連合国救済復興機関（UNRRA）創設のための会議に中国代表として出席し、創設条約の起草・調印を行った。帰国後は国民政府にUNRRA対応の機関として行政院善後救済総署が創設され、1945年（民国34年）初めに蔣が署長に就任した。その前の1944年7月には、ブレトン・ウッズで開催された国際通貨金融会議に中国代表として出席している。

### 国際連合での活動
1946年（民国35年）10月、蔣廷黻は宋子文と対立したことなどが原因で、UNRRA中国代表や善後救済総署署長の地位から罷免されてしまう。まもなく国際連合アジア極東経済委員会（後のアジア太平洋経済社会委員会）代表に転じた。翌年4月、中央研究院院士となる。1947年（民国36年）11月、国連首席常任代表兼安保理首席代表に任ぜられた。国共内戦で国民党が台湾へ逃れた後も、蔣は引き続きこの地位で反共主義に基づく活動を展開している。1961年11月、駐米大使を兼任し、翌年からは駐米大使専任となった。
1965年10月9日、ニューヨークにて69歳で病没。